# Memorial Park Golf Course
De Memorial Park Golf Course is een golfbaan in de Verenigde Staten. De baan werd opgericht in 1936 en bevindt zich in Houston, Texas. Het is een 18 holesbaan met een par van 72 en werd ontworpen door de golfbaanarchitect John Bredemus.

## Golftoernooien
- Houston Open: 1951-1963[1]